# Heinrich Zschokke
Johann Heinrich Daniel Zschokke (Magdeburg, 1771. március 22. – Aarau, 1848. június 27.) német – svájci író

## Élete
A magdeburgi kolostor iskolájában és a helyi gimnáziumban tanult. 17 évesen megszökött az iskolából, s rövid ideig egy kis vándorszínész-társulattal utazott, s színdarabokat írt. Később filozófiát, teológiát és történelmet tanult a Frankfurti Egyetemen, ahol 1792-ben "Privatdozent"-nek nevezte ki magát. 1793-ban komoly feltűnést keltett Abällino, der grosse Bandit című extravagáns regényével (ennek később dramatizált változatai is készültek), amely Friedrich Schiller A haramiák című műve és a Julius von Sassen (1796) melodramatikus tragédiából készült. A porosz kormány nem volt hajlandó rendes professzorrá kinevezni, emiatt 1796-ban Svájcban telepedett le, ahol Reichenauban egy iskolát vezetett. A graubündeni hatóságoktól hamarosan állampolgárságot kapott. 1798-ban jelentette meg Geschichte des Freistaates der drei Bünde im hohen Rätien (Rhaetia) című művét. A Helvét Köztársasággal kapcsolatos politikai zavarok arra kényszerítették, hogy bezárja iskoláját. Ezután Aarauba küldték, ahol az oktatással foglalkozó osztály elnökévé nevezték ki. Ezután mint kormánybiztos került Unterwaldenba, hogy helyreállítsa a köznyugalmat. Hatáskörét végül kiterjesztették Uri, Schwyz és Zug kantonokra is. Zschokke kitűnt azzal a lendülettel és lelkesedéssel, amellyel a közösség szegényebb rétegei érdekeinek szentelte magát.
Három kantonban alkormányzó volt: 1899 szeptemberétől 1800 februárig Waldstätten kantonban, 1800 májusától szeptemberéig Ticino kantonban és 1800 szeptemberétől 1801 novemberéig Basel kantonban
Amikor a berni központi kormány a szövetségi rendszer visszaállítását javasolta Zschokke visszavonult a közélettől, de a Napóleon által végrehajtott változtatások után Aargau kanton szolgálatába lépett.
Zschokke Svájc egyik legelőkelőbb és legenergikusabb közéleti embere volt, de emellett volt ideje irodalmi tevékenységre is. Számos történelmi és szépirodalmi alkotással jelentkezett. 1801-ben Geschichte vom Kampfe und Untergange der schweizerischen Berg- und Wald-Kantone című művével hívta fel magára a figyelmet. Ő jelentette meg 1804-től a Schweizerbote című, a közügyekre jótékony hatást gyakorló lapot; az 1807 és 1813 közt megjelent Miscellen für die neueste Weltkunde című sorozatáról hasonlókat lehet elmondani. 1811-ben havi folyóiratot indított Erheiterungen címmel. 1801-es munkája mellett számos más történelmi munkát is írt, köztük az Ueberlieferungen zur Geschichte unserer Zeit-et (1811-1827), valamint a Des Schweizerlandes Geschichte für das Schweizervolk-ot (1822, 2. kiadás: 1849). 
Meséit, amelyek igazán híressé tették több sorozat gyűjtötte össze, például a Bilder aus der Schweiz (1824-1825), az Ausgewählte Novellen und Dichtungen (1838-1839).  Stunden der Andacht című népszerű művében racionalista szellemben fejtette ki a vallás és az erkölcs alapvető elveit. Eine Selbstschau (1842) című munkája egyfajta önéletrajz. Az 1911-ben megjelent Encyclopædia Britannica szerint "Zschokke nem volt nagy eredeti író, de kiemelkedő helyet biztosított korának irodalmában a modern politikai és vallási eszmék iránti lelkesedésével, műveiben megnyilvánuló józan, gyakorlatias ítélőképességével, valamint stílusának energikusságával és világosságával."

## Fordítás
- Ez a szócikk részben vagy egészben  a   Heinrich Zschokke című angol Wikipédia-szócikk ezen változatának fordításán alapul.  Az eredeti cikk szerkesztőit annak laptörténete sorolja fel. Ez a jelzés csupán a megfogalmazás eredetét és a szerzői jogokat jelzi, nem szolgál a cikkben szereplő információk forrásmegjelöléseként.